# Tor wyścigów konnych na Polu Mokotowskim

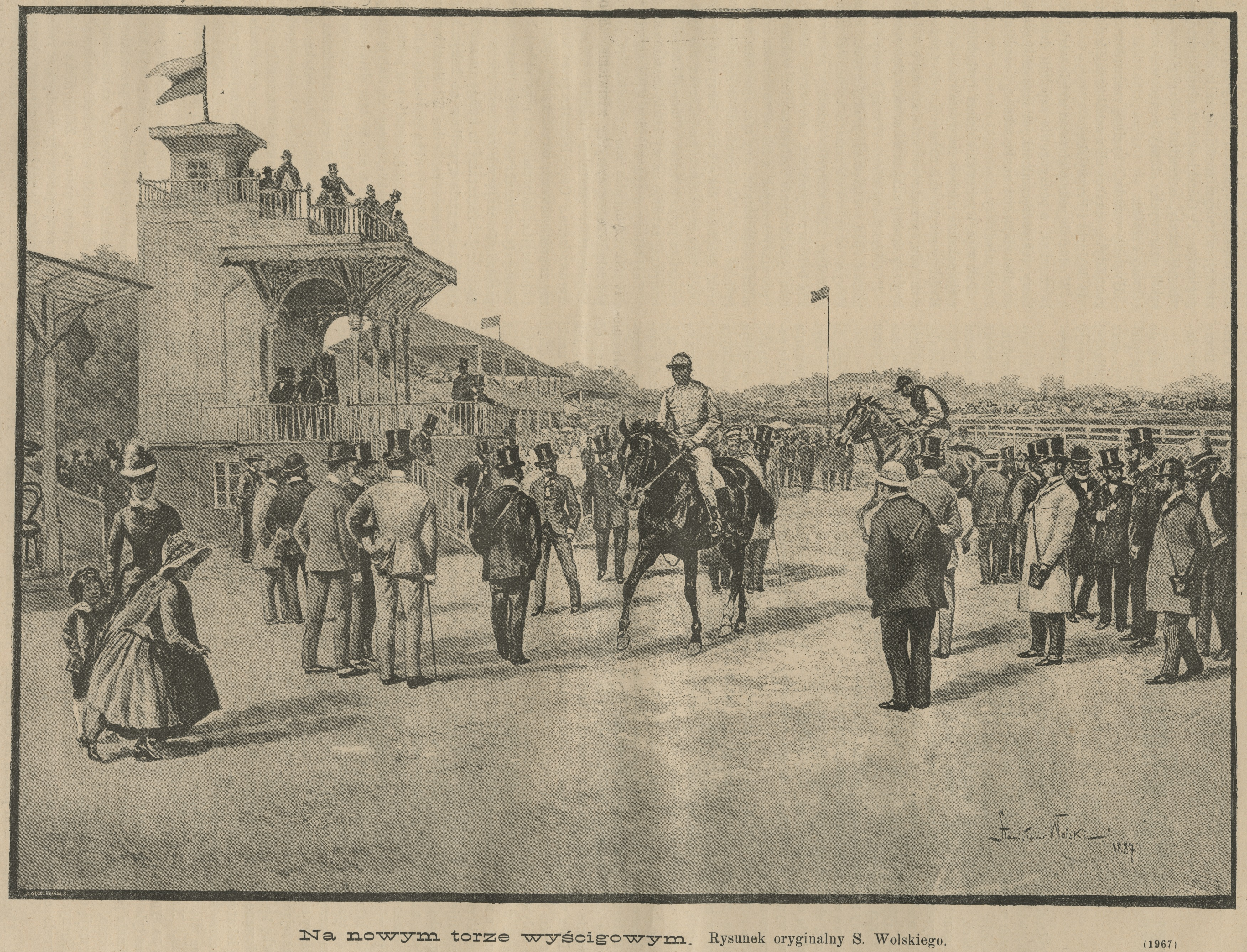
Tor w 1887

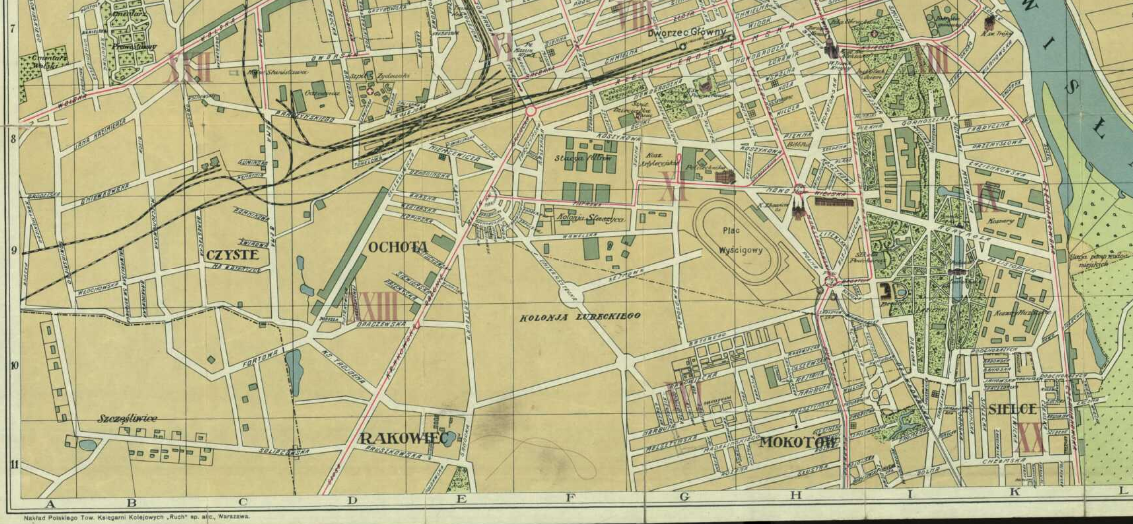
Fragment planu międzywojennej Warszawy obejmujący tor wyścigów konnych opisany jako Plac Wyścigowy

Tor wyścigów konnych na Polu Mokotowskim – tor wyścigów konnych istniejący przez kilkadziesiąt lat na przełomie XIX i XX wieku na Polu Mokotowskim. Początkowo w gminie Mokotów pod Warszawą, a od 1916 roku w jej granicach.

## Historia
Pierwszy tor na Polu Mokotowskim, wówczas służącym do ćwiczeń wojskowych, powstał w pierwszej połowie XIX wieku dzięki zamiłowaniu Iwana Paskiewicza, ówczesnego namiestnika carskiego, do koni. Miał około kilometra długości. Ulokowany był w środkowej części jego północnych obrzeży, naprzeciwko Koszar Jerozolimskich. W 1841 odbyła się wystawa zwierząt gospodarskich, której częścią była gonitwa koni urządzona 20 czerwca 1841. Były to pierwsze formalne wyścigi konne zorganizowane Królestwie Polskim. Następnie w miejscu tym organizowano kolejne wystawy i gonitwy, ale działo się to stosunkowo rzadko, a w 1861 zostało całkowicie zakazane. W 1880 zakaz odwołano, a zakłady bukmacherskie sformalizowano, powołując totalizator.
W związku z ponownym uruchomieniem wyścigów w 1887 urządzono nowy tor wyścigowy. Był on większy od poprzedniego i przesunięty bliżej centrum miasta. Leżał wzdłuż ulicy Polnej stanowiącej wówczas granicę miasta. Nadal leżał pod miastem, ale praktycznie przy początku ulicy Marszałkowskiej. Łatwość dojazdu przyczyniła się do zwiększenia popularności tej rozrywki i utraty jej elitarnego charakteru. W tym czasie ten rejon Pola Mokotowskiego stał się miejscem festynów, z karuzelami czy namydlonymi słupami do wspinania po trofeum. U szczytu popularności na torze przy Polnej gonitwy organizowano w dwóch sezonach w roku (wiosennym i letnim) trwających kilkadziesiąt dni i powołano gonitwę Wielka Warszawska.
W 1915 stadninę związaną z torem mokotowskim ewakuowano. Gonitwy kontynuujące jego historię odbywały się w Odessie, po czym zespół wrócił do Warszawy. Pierwsze gonitwy w niepodległej Polsce odbyły się we wrześniu 1919. Tor przy ulicy Polnej był wykorzystywany na potrzeby wyścigów organizowanych przez Towarzystwo Zachęty do Hodowli Koni w Polsce do końca 1938, kiedy przeniesiono je na nowo wybudowany Tor wyścigów konnych Służewiec. Wiązało się to m.in. z planami budowy na Polu Mokotowskim reprezentacyjnej dzielnicy i przenoszeniem innych dotychczasowych obiektów, np. portu lotniczego usytuowanego dotąd tuż obok toru. Nie sprzyjało to modernizacji toru i obiektów towarzyszących. Brak było torów treningowych, a stajnie i trybuny pod koniec użytkowania były opisywane jako niespełniające standardów. 